# Старосолдатське
Старосолда́тське — село в Україні, у Баштанській міській громаді Баштанського району Миколаївської області. Населення становить 117 осіб. 
До 2016 року орган місцевого самоврядування — Новоіванівська сільська рада.

## Населення
Згідно з переписом УРСР 1989 року чисельність наявного населення села становила 117 осіб, з яких 59 чоловіків та 58 жінок.
За переписом населення України 2001 року в селі мешкало 119 осіб.

### Мова
Розподіл населення за рідною мовою за даними перепису 2001 року:
| Мова       | Відсоток |
| ---------- | -------- |
| українська | 88,89 %  |
| російська  | 7,69 %   |
| білоруська | 1,71 %   |
| молдовська | 0,85 %   |
| інші       | 0,86 %   |